# Punta del Llurba
La Punta del Llurba és una muntanya de 1.104 metres que es troba entre els municipis de la Morera de Montsant i d'Ulldemolins, a la comarca catalana del Priorat.